# Бријани
Бријани (фр. Brianny) насеље је и општина у источном делу централне Француске у региону Бургоња, у департману Златна обала која припада префектури Монбар.
По подацима из 2011. године у општини је живело 103 становника, а густина насељености је износила 13,68 становника/km². Општина се простире на површини од 7,53 km². Налази се на средњој надморској висини од 324 метара (максималној 342 m, а минималној 299 m).

## Демографија
| 1962. | 1968. | 1975. | 1982. | 1990. | 1999. | 2011. |
| ----- | ----- | ----- | ----- | ----- | ----- | ----- |
| 93    | 103   | 89    | 96    | 98    | 100   | 103   |

График промене броја становника у току последњих година